# 弗雷德里库-韦斯特帕伦
弗雷德里库-韦斯特帕伦是巴西南大河州的一个市镇。总面积264.975平方公里，总人口27308人，人口密度103.1人/平方公里。